# Vandeins
Vandeins ist eine französische Gemeinde mit 725 Einwohnern (Stand: 1. Januar 2022) im Département Ain in der Region Auvergne-Rhône-Alpes. Sie gehört zum Arrondissement Bourg-en-Bresse und zum Kanton Attignat.

## Geografie
Die Gemeinde Vandeins liegt in der Bresse und am Nordrand der Seenlandschaft Dombes, etwa elf Kilometer westnordwestlich von Bourg-en-Bresse. Der Fluss Irance verläuft im Süden der Gemeinde Vandeins in West-Ost-Richtung und an der nördlichen Gemeindegrenze im Ost-West-Richtung. Umgeben wird Vandeins von den Nachbargemeinden Mézériat im Nordwesten und Norden, Polliat im Nordosten, Montcet im Osten, Montracol im Südosten und Süden sowie Chaveyriat im Süden und Westen.

## Bevölkerungsentwicklung
| Jahr                       | 1962 | 1968 | 1975 | 1982 | 1990 | 1999 | 2006 | 2013 | 2021 |
| Einwohner                  | 318  | 258  | 250  | 329  | 415  | 510  | 580  | 671  | 717  |
| Quellen: Cassini und INSEE |      |      |      |      |      |      |      |      |      |

## Sehenswürdigkeiten

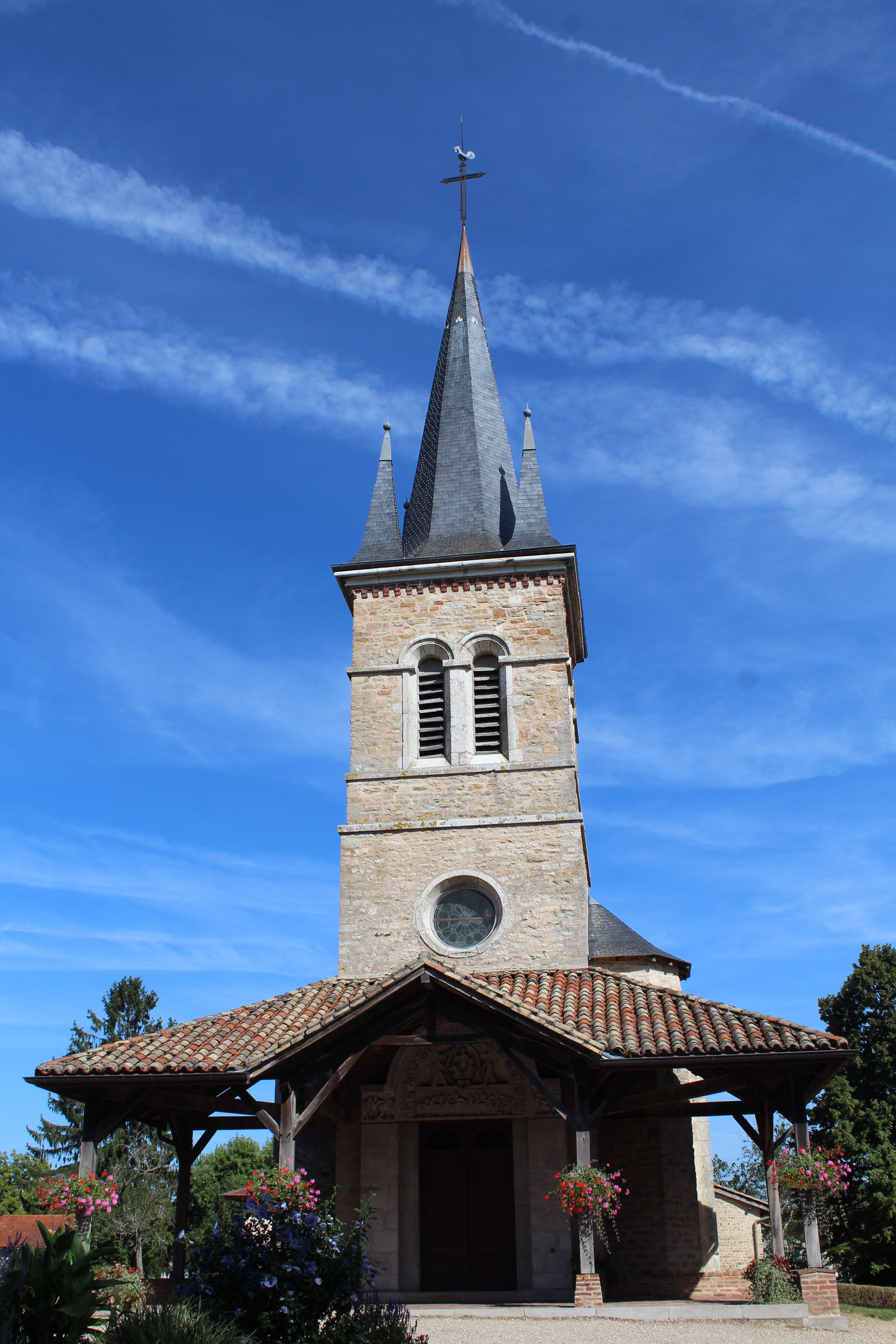
Kirche Saint-Pierre-et-Clair
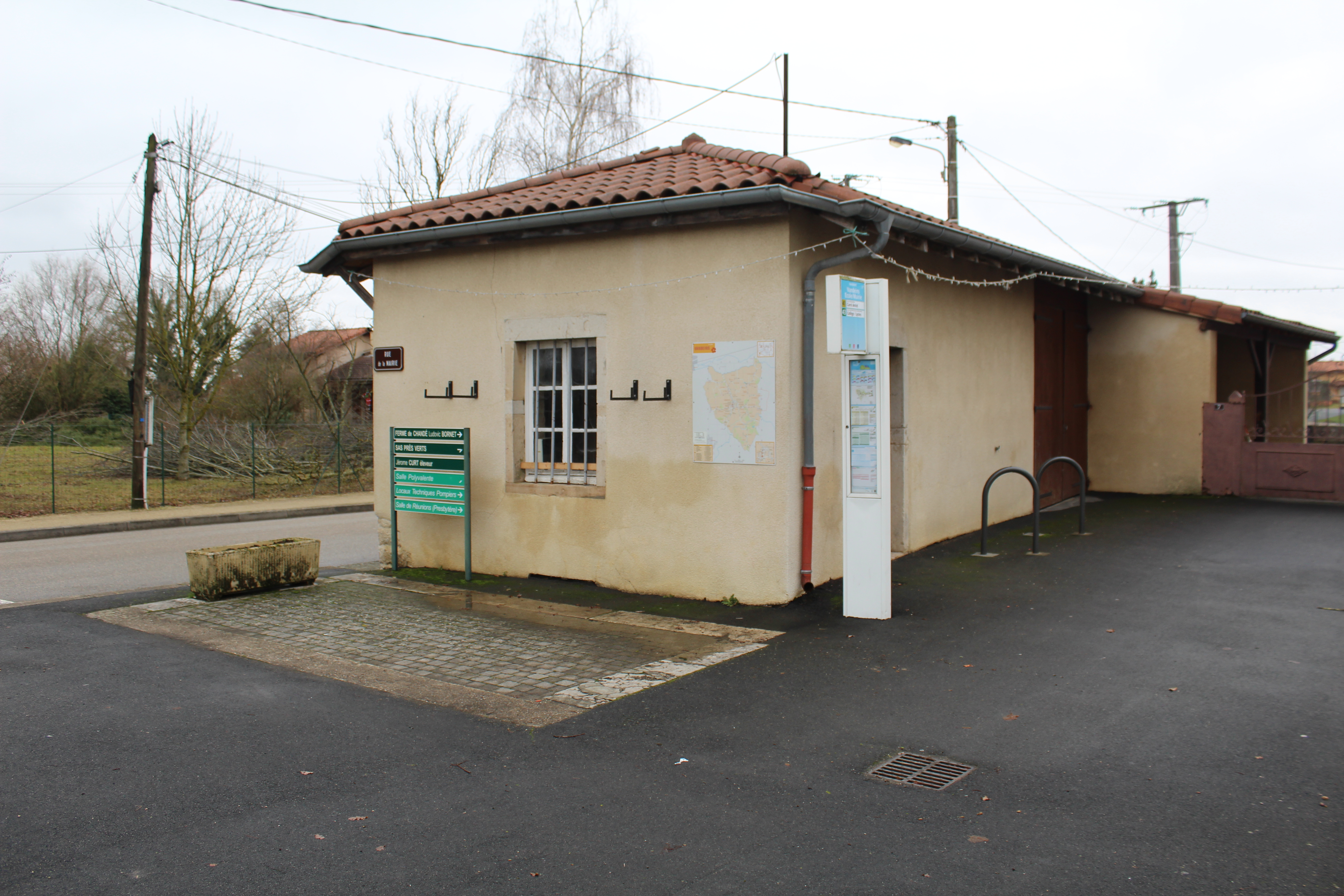
Ehemalige öffentliche Waage
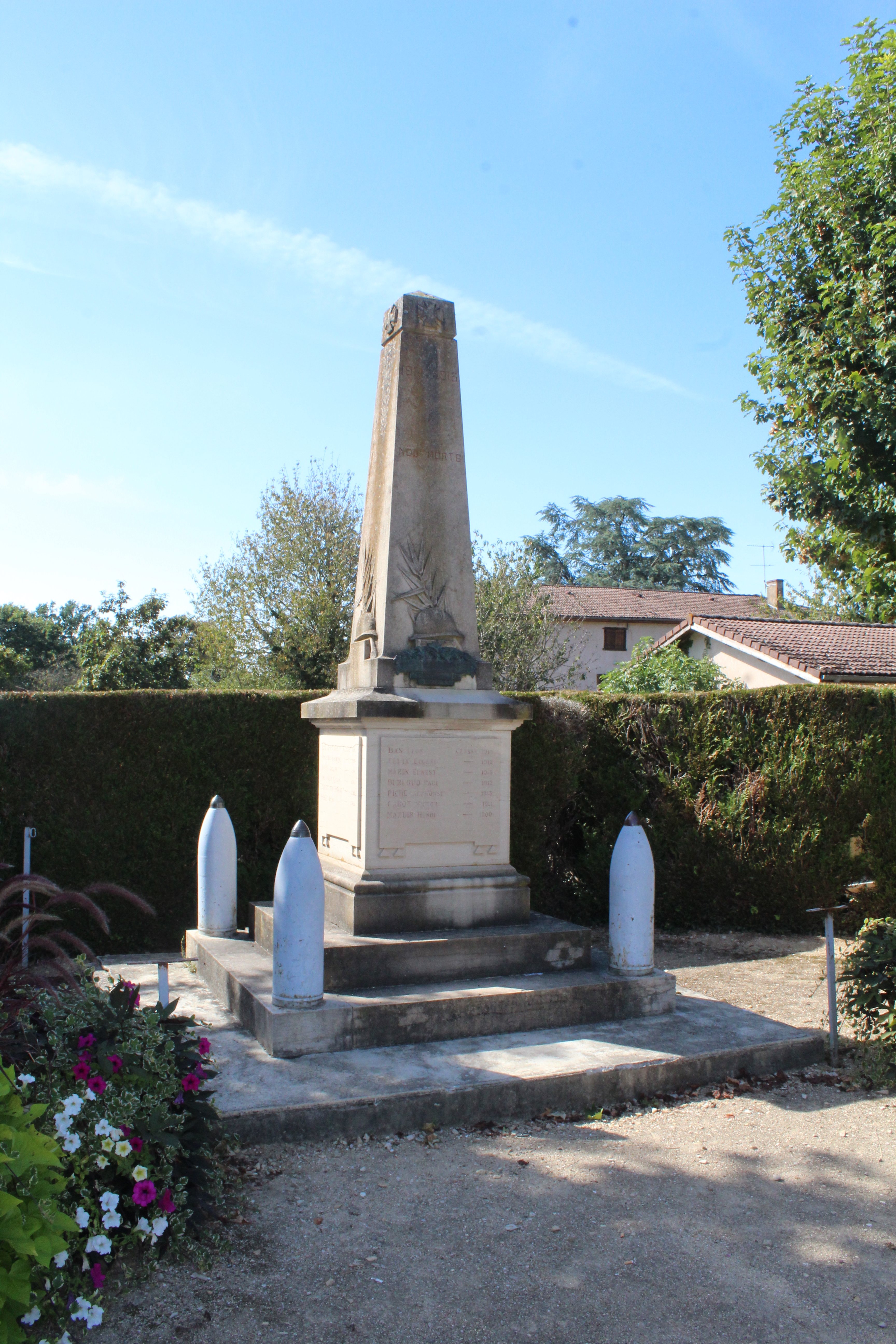
Gefallenendenkmal

- Ruinen der Burg Chandée

- Kirche Saint-Pierre-et-Clair
- Ehemalige öffentliche Waage
- Gefallenendenkmal